# کریگ توماس

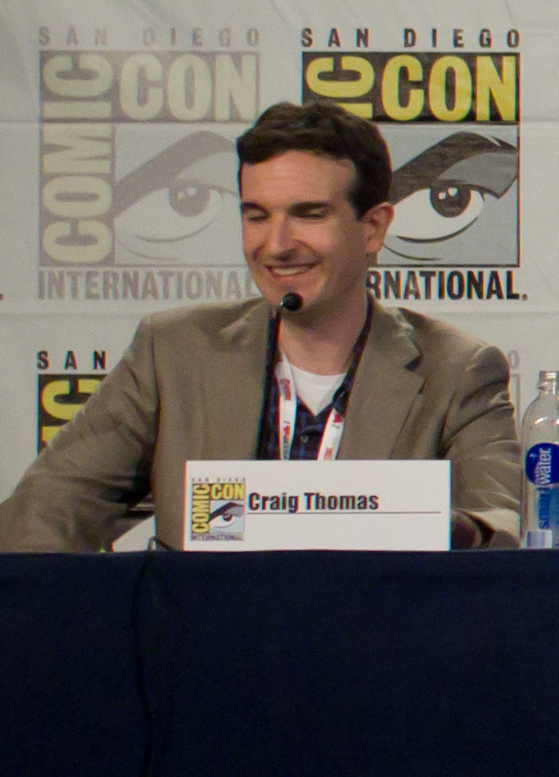
کریگ توماس ۲۰۱۳

کریگ دیوید توماس (به انگلیسی: Craig David Thomas) یک نویسنده تلویزیونی اهل ایالات متحده آمریکا است که به همراه کارتر بیز نویسنده سریال آشنایی با مادر می‌باشد. او شش بار نامزد دریافت جایزه امی شده است.